# Oupyr
L’oupyr (en ukrainien : Упир'Upyr, « goule ») est, dans la mythologie slave, un mort-vivant et une créature qui tue les êtres humains en leur suçant le sang ou en les dévorant. Il est le plus souvent décrit comme un sorcier mort qui sort de sa tombe une fois la nuit tombée. De tels cadavres étaient enterrés loin des villages et d'une manière particulière. La croyance en son existence était très répandue en Ukraine, mais aussi, un peu moins, dans le nord de la Russie. Selon la croyance populaire, les oupyrs pouvaient apporter la famine, la peste et la sécheresse.
Cette figure correspond plus ou moins au vampire des traditions d'Europe de l'Est et des Balkans ou au vourdalak de la mythologie slave, bien que les caractéristiques respectives de ces créatures restent bien différenciées encore au XIXe siècle.

## Croyances
La croyance dans l'oupyr est liée à la notion d'existence de deux types de morts : celle où l'âme du défunt a trouvé un réconfort dans "l'autre monde" et celle où le défunt continue son existence après le trépas, à la frontière entre les deux mondes.
Les oupyrs vivent avec les loups-garous, les sorciers et les individus excommuniés ou frappés d'anathème (hérétiques, apostats, certains types de criminels et maniaques, etc.). 
La nuit, les oupyrs se lèvent de leurs tombes et parcourent la terre. Grâce à leur apparence humaine, il leur est facile de pénétrer dans les maisons et de sucer le sang de ceux qui dorment. Ils doivent impérativement retourner dans leurs tombes avant le premier chant du coq.
Il est possible de tuer un oupyr en plantant un pieu en bois dans son corps. Si cela ne fonctionne pas, alors le corps est brûlé. On considérait les oupyrs comme un fléau, source de mauvaises récoltes et de sécheresse.

## Sources